# Central Railway Building

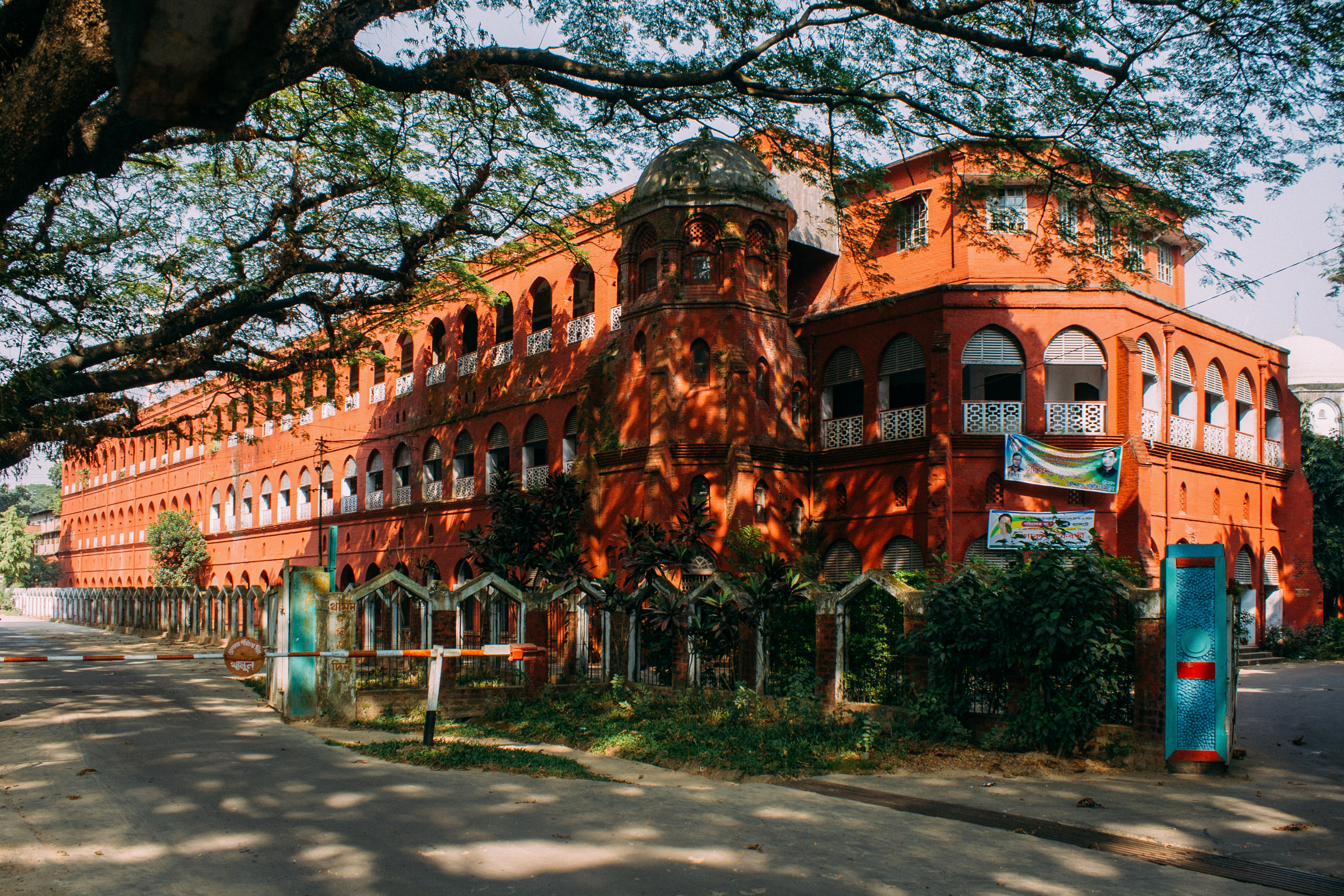
Central Railway Building

Das Central Railway Building (CRB, bengalisch: সেন্ট্রাল রেলওয়ে বিল্ডিং) liegt im touristisch sehenswerten hügeligen Gebiet von Chittagong in Bangladesch. In ihm befinden sich die Hauptverwaltung der Bangladesh Railway mit dem Sitz deren General Managers.

## Lage

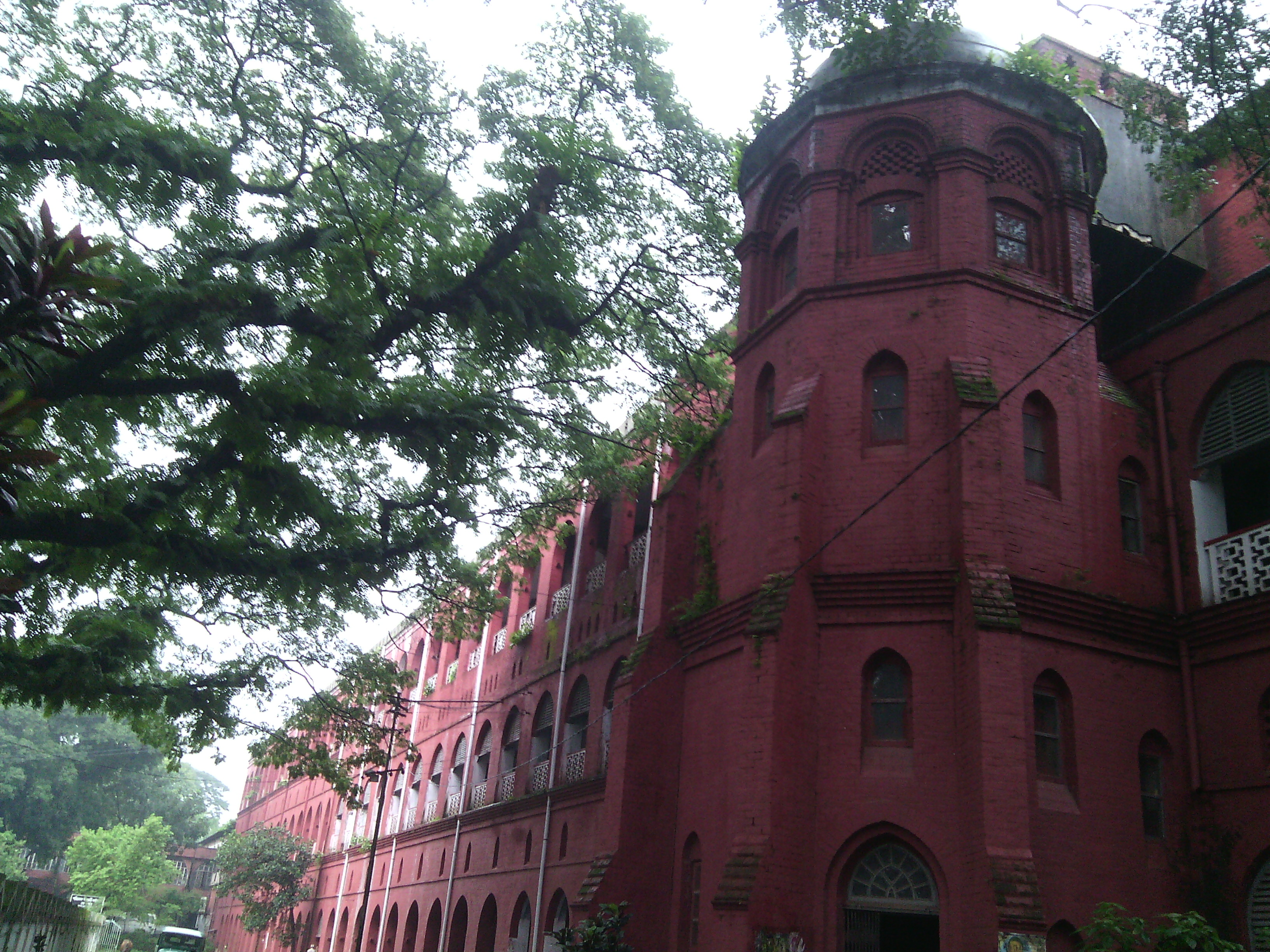
Treppenhausturm

Das Central Railway Building steht westlich des auf der gegenüberliegenden Seite der CRB Road gelegenen Railway Hospital, das 1994 errichtet wurde und auf 250 Betten ausgebaut sowie durch ein medizinisches Kolleg mit 50 Betten erweitert werden soll. In der Umgebung gibt es Wohngebäude für Angestellte der Eisenbahn.

## Geschichte

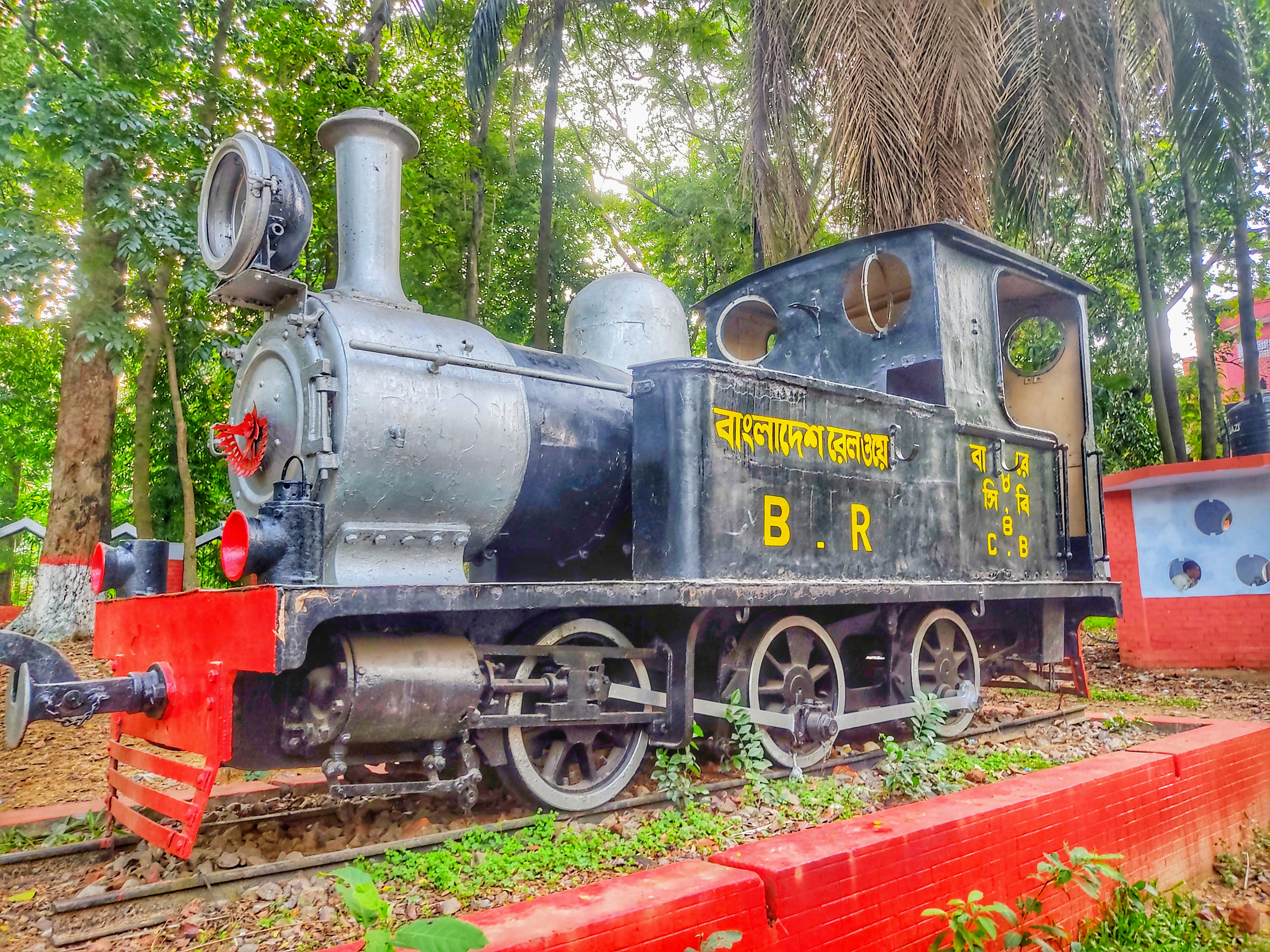
Erste Dampflok Bangladeschs im Garten des CRB

Während der britischen Kolonialzeit von 1760 bis 1947 bauten die Briten mehrere Verwaltungsgebäude. Das Central Railway Building wurde 1872 auf einem 8 Hektar großen Grundstück errichtet und diente später der Assam Bengal Railway als Verwaltungsgebäude. Es ist eines der ältesten Gebäude der Hafenstadt.
Ursprünglich hatte das Gebäude zwei Stockwerke mit 34 Räumen im Erdgeschoss und 33 im Obergeschoss. Im Jahr 1918 wurde der Südflügel um ein weiteres Geschoss aufgestockt. Die Ost- und Nordflügel wurden sogar vierstöckig erweitert. Ein Teil des Gebäudes wurde 1971 durch einen Fliegerbombenangriff während des Bangladesch-Krieges beschädigt aber inzwischen wieder im ursprünglichen Stil wiederhergestellt. 

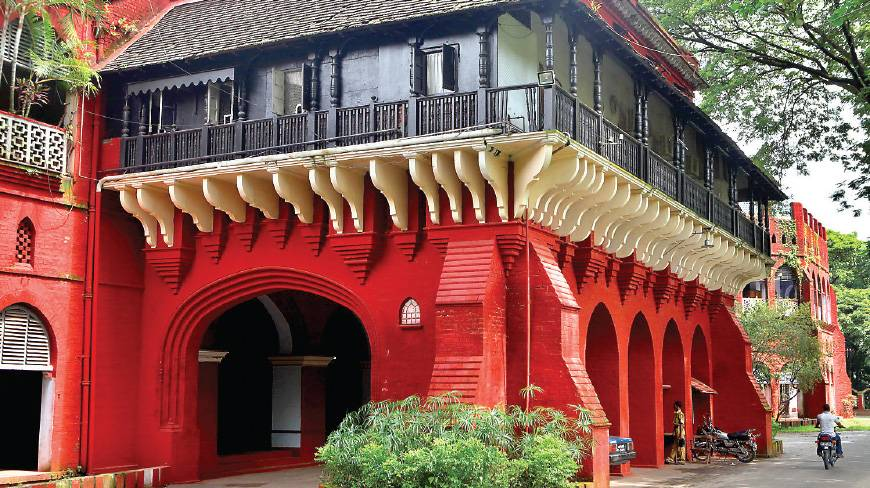
Wagenzufahrt

Es gibt eine zweistöckige Wagenzufahrt in der Mitte des Südflügels des historischen Gebäudes mit zwei wohlgestalteten Rundbögen. Im Eingangsbereich gibt es ein Foyer mit einem halbkugeligen Gewölbe. Daneben steht an der Süd-West-Ecke des Gebäudes ein Treppenhausturm mit einer Wendeltreppe und einer kleinen Kuppel im Stil der Mogul-Architektur. Besucher kommen sich in dem historischen Gebäude oft wie in einem Labyrinth vor. Über den großen Korridor scheinen hunderte von Räumen 
zugänglich zu sein. 
Der Zustand des erhaltenswerten Gebäudes ist zurzeit nicht zufriedenstellend. Während der Regenzeit sickert oft Regenwasser durch undichte Stellen des Daches. Obwohl laut dem Antiquities Act von 1968, der 1976 neu gefasst wurde, alle mehr als 100 Jahre alten Gebäude wegen ihrer historischen Bedeutung unter Denkmalschutz gestellt werden können, steht dieses Gebäude bisher noch nicht unter Denkmalschutz. Es ist aber geplant, alle historischen Gebäude bezüglich ihrer Schutzwürdigkeit zu bewerten. Falls das Gebäude nicht unter Denkmalschutz gestellt würde, um es im Originalzustand zu erhalten, könnte es im Laufe der Zeit entweder abgerissen werden oder wie viele andere historische Gebäude der Stadt nicht-fachgerecht modernisiert und erweitert werden.

## Kulturelle Bedeutung

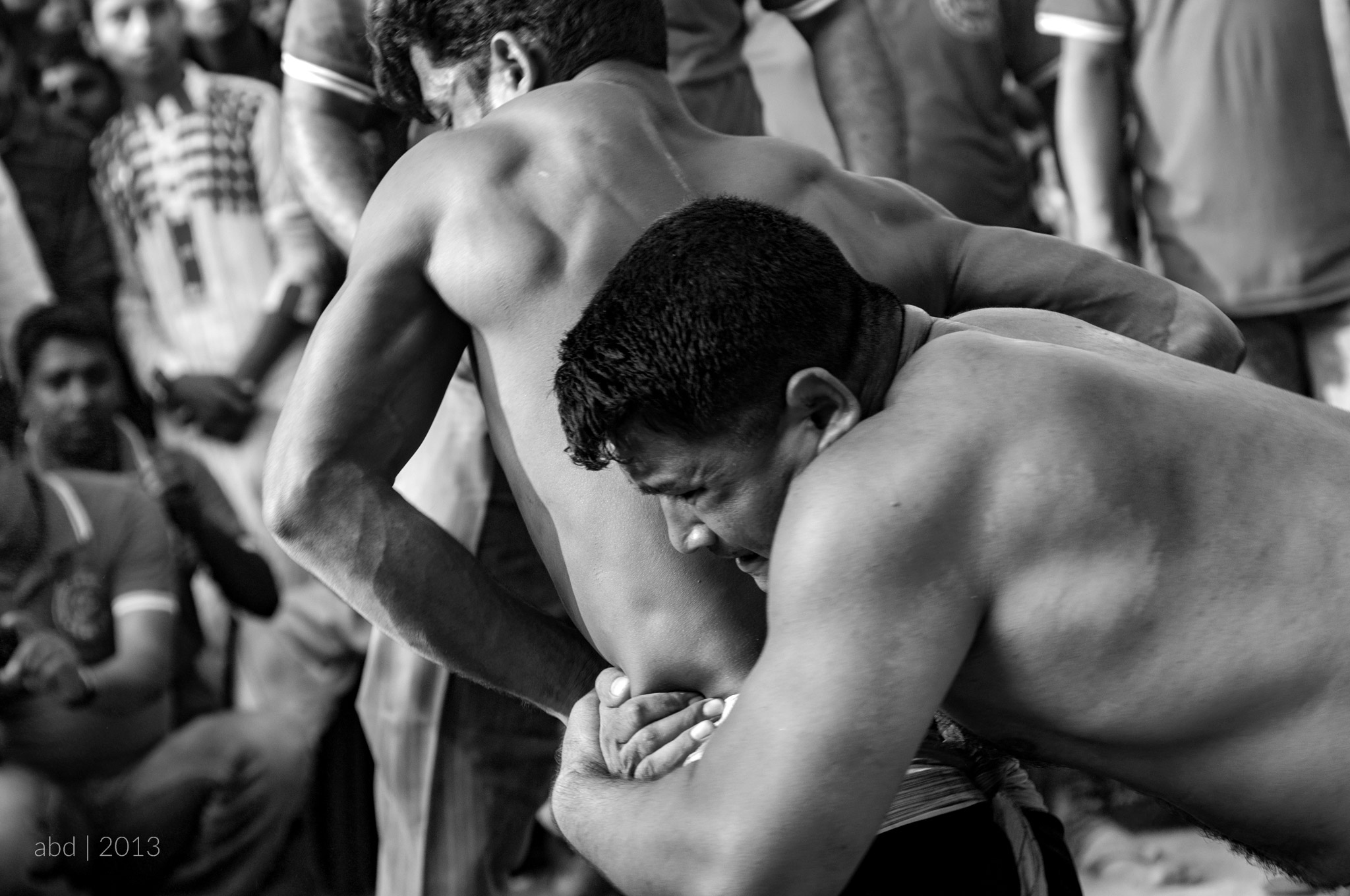
Boli Khela, 2013

Alljährlich wird im CRB-Gebiet die Pohela Boishakh Celebration (bengalisch: পহেলা বৈশাখ) zu Beginn des bengalischen Neuen Jahres gefeiert. Dabei wird von Jugendlichen jeweils ein Boli Khela (bengalisch: বলীখেলা) genannter traditioneller Ringkampf veranstaltet. Er ist die für alle Altersgruppen interessante Hauptattraktion des Neujahrsfestes.